# 勧毒懲悪
『勧毒懲悪』は小南泰葉の2枚目のミニ・アルバム。2012年2月8日にタワーレコード限定で発売された。

## 概要
タイトルは「毒を勧め、悪を懲らしめる」という意味を持つ。サウンドプロデュースは、森俊之、西川進、ハジメタルの3人が担当し、レコーディングには根岸孝旨、中尾憲太郎、西浦謙助（元相対性理論）が参加している。

## 収録曲
| 全作詞・作曲: 小南泰葉。 |                                              |          |            |                  |
| #                        | タイトル                                     | 作詞     | 作曲・編曲 | 編曲             |
| 1.                       | 「極刑」                                     | 小南泰葉 | 小南泰葉   | 西川進、小南泰葉 |
| 2.                       | 「世界同時多発ラブ仮病捏造バラード不法投棄」 | 小南泰葉 | 小南泰葉   | 森俊之           |
| 3.                       | 「Soupy World」                              | 小南泰葉 | 小南泰葉   | 誰でもエスパー   |
| 4.                       | 「09電車」(レイキュウデンシャ)               | 小南泰葉 | 小南泰葉   | ハジメタル       |
| 5.                       | 「HOME」                                     | 小南泰葉 | 小南泰葉   | 小南泰葉         |
| 6.                       | 「12月12日（naked ver.）」(ボーナストラック) | 小南泰葉 | 小南泰葉   |                  |

## 参加ミュージシャン
1. 極刑
  - 西川進：ギター
  - 小島剛広：ベース
  - 村石雅行：ドラム
2. 世界同時多発ラブ仮病捏造バラード不法投棄
  - 西川進：ギター
  - 根岸孝旨：ベース
  - 村石雅行：ドラム
  - 森俊之：ピアノ
3. Soupy World
  - ハジメタル：ピアノ
  - 松江潤：ギター
  - 中尾憲太郎：ベース
  - 西浦謙助：ドラム
  - 小南泰葉：アコースティック・ギター
4. 09電車
  - ハジメタル：ピアノ、SE
  - 仙波清彦：ドラム
  - 高橋香織：ヴァイオリン
  - 小南泰葉：アコースティック・ギター
5. HOME
  - 小南泰葉：アコースティック・ギター
6. 12月12日（naked ver.）
  - ハジメタル：ピアノ、SE